# Evanildo Bechara
Evanildo Cavalcante Bechara (Recife, 26 de fevereiro de 1928 – Rio de Janeiro, 22 de maio de 2025) foi um professor, gramático e filólogo brasileiro.
Foi membro correspondente da Academia das Ciências de Lisboa e da Academia Galega da Língua Portuguesa, doutor honoris causa pela Universidade de Coimbra, professor titular e emérito da Universidade do Estado do Rio de Janeiro (UERJ) e da Universidade Federal Fluminense (UFF), professor titular e o 50° diretor-geral do Instituto Superior de Educação do Rio de janeiro (ISERJ), além de titular da cadeira n.º 16 da Academia Brasileira de Filologia e da cadeira 33 da Academia Brasileira de Letras.
Bechara foi autor de várias das principais gramáticas da língua portuguesa destinadas tanto ao público leigo quanto a profissionais da área: Moderna Gramática Portuguesa (37.ª edição, Rio de Janeiro; Editora Lucerna, 1999); Gramática Escolar da Língua Portuguesa (1.ª edição, Rio de Janeiro; Editora Lucerna, 2001); Lições de Português pela Análise Sintática (18.ª edição, Rio de Janeiro; Editora Lucerna, 2004).
Foi ainda editor da revista Confluência, dedicada a temas linguísticos, editada pelo Liceu Literário Português. E, entre 1971 e 1976, editou a revista Littera (16 volumes) para professores de português e literatura de língua portuguesa.

## Academia Brasileira de Letras
Bechara foi eleito para a cadeira 33 da Academia Brasileira de Letras em 11 de dezembro de 2000, na sucessão de Afrânio Coutinho, sendo recebido pelo acadêmico Sergio Corrêa da Costa em 25 de maio de 2001.

## Morte
Morreu aos 97 anos no dia 22 de maio de 2025 no Hospital Placi, em Botafogo, onde estava internado após fraturar o fêmur no ano anterior. A causa da morte divulgada foi falência múltipla dos órgãos.

## Obras autógrafas
- Biografia, pelo próprio Evanildo Bechara
- Norma Culta e Democratização do Ensino - Conferência em 04.07.2000, por Evanildo Bechara;
- Histórico sobre a língua Portuguesa – por Evanildo Bechara.
- Estudos sobre os Meios de Expressão do Pensamento Concessivo em Português - de 1954.
- M. Said Ali e sua Contribuição para a Filologia Portuguesa - de 1962.
- O Futuro Românico: Considerações em Torno de sua Origem - de 1962.
- Estudos sobre a Sintaxe Nominal na "Peregrinatio Aetheriae - de 1963.
- As Fases Históricas da Língua Portuguesa: Tentativa de Proposta de Nova Periodização - de 1985.